# Turhan Hatice Sultan
Turhan Hatice Sultan, född Nadja år 1627 i Rutenien, död 4 augusti 1683 i Konstantinopel, var Valide Sultan under sin son sultan Mehmet IV från 1648 till 1683.  Hon var också Osmanska rikets regent under sin sons omyndighet från 1651 till 1656.  Hennes avsättning som regent brukar anges som slutet på Kvinnornas sultanat.

## Biografi

### Tidigt liv
Turhan föddes som Nadja i Rutenien i Ukraina, och föll som barn offer för slavhandeln på Krim.  Hon gavs vid tolv års ålder som present från krimkhanen till sultanmodern Kösem Sultan, som i sin tur gav henne i gåva till sin son sultan Ibrahim I.  Hon konverterade till islam och fick det persiska namnet Turhan ('av nåd') vid sitt inträde i det kejserliga osmanska haremet, och blev en av åtta gemåler, Haseki Sultan, till Ibrahim. 

### Svärmoderns regering
Turhan beskrivs som ambitiös och skrupelfri. När Ibrahim tröttnade på henne samarbetade hon med sin svärmor för att få honom avsatt i en palatskupp. Den 8 augusti 1648 avsattes Ibrahim av janitsjarerna med stöd av Kösem, som mördade honom 18 augusti och sedan placerade sin sonson, Ibrahims och Turhans sex år gamla son Mehmed IV på tronen.  Turhan förbisågs som alltför ung och oerfaren för att bli vare sig valide sultan eller regent, och hennes svärmor Kösem förklarades istället för som regent under sultanens omyndighet. 
I kampen mellan Kösem och Turhan stöddes Kösem av janitsjarerna och Turhan av storeunucken och storvisiren.  Kösem var personligen populär bland allmänheten, men janitsjarernas inflytande ogillades.  Kösem ska då ha planerat att låta döda barnsultanen för att i stället utse en annan omyndig sonson till sultan, vars mor skulle vara enklare att hantera än Turhan.  När Turhan informerades om Kösems planer, ska hon ha låtit mörda Kösem.  Kösem ska ha mördats genom att strypas av storeunucken; enligt uppgift med antingen en gardin eller med sitt eget hår. 

### Regent
Efter Kösems död 2 september 1651 tog Turhan över ställningen som valide sultan och regent fram till sin sons myndighetsdag.  Hennes son visade henne öppet stor respekt och tillgivenhet, och hon åtföljde honom till hans sammanträden med regeringen, där hon deltog dold bakom ett draperi. Hon deltog aktivt i regeringens affärer, men ska ha förlitat sig tungt på råd från sina storvisirer.  År 1656 accepterade Köprülü Mehmed Pascha utnämningen till storvisir enbart om hon avgick, vilket hon gjorde. Hon var andra kvinnan som regerade det Osmanska riket, och den sista. 
Efter att hon avgått som regent lade Turhan sin energi i en rad offentliga byggnadsprojekt.